# Церковь Рождества Пресвятой Богородицы (Вязовка)
Церковь Рождества Пресвятой Богородицы (Покровская церковь) — деревянный православный храм в селе Вязовка Житомирской области. Памятник архитектуры Украины национального значения (охр. № 108). Разрушена 7 марта 2022 года в результате военных действий в ходе российского вторжения на Украину.

## История

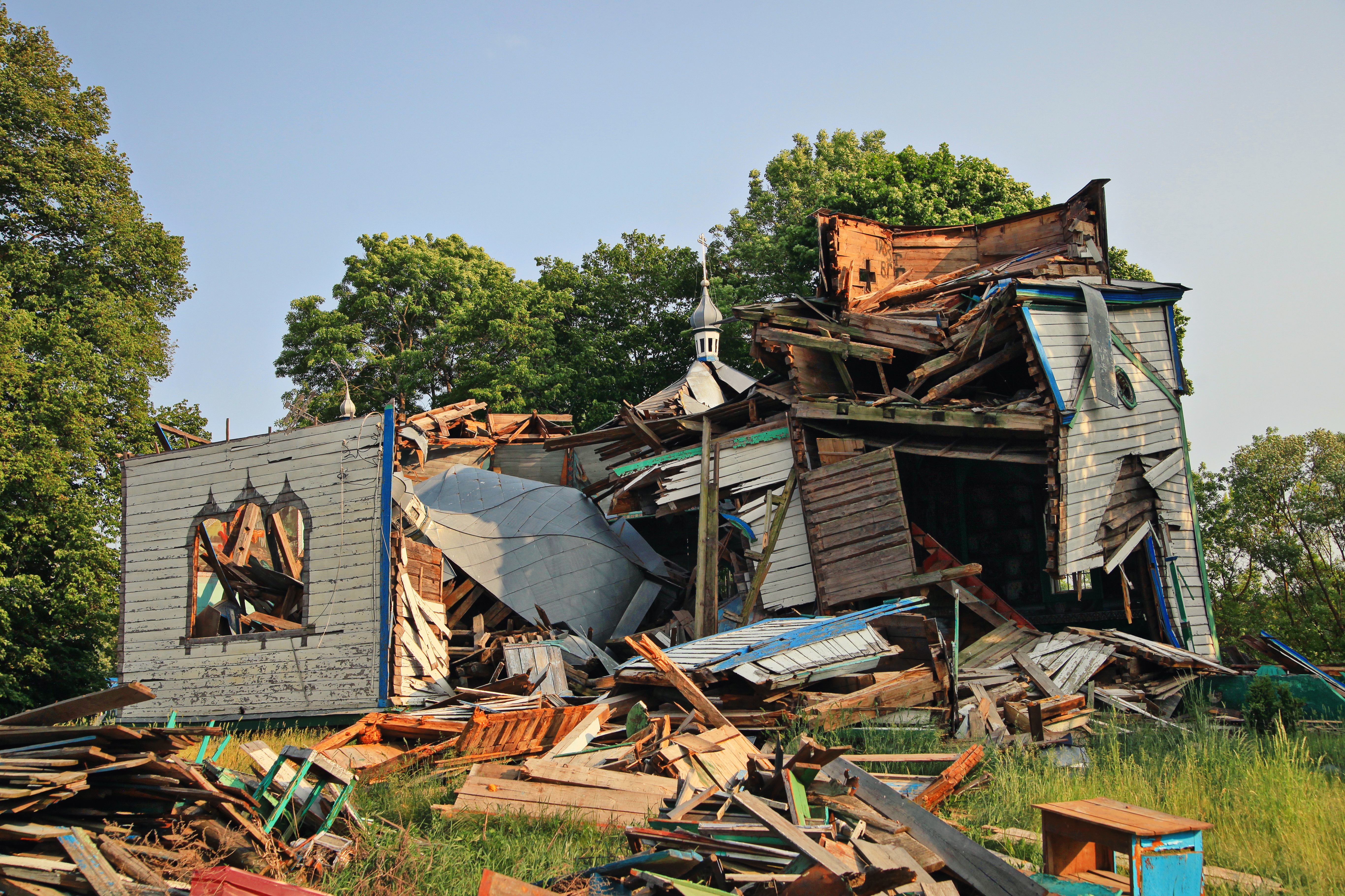
Руины церкви в мае 2023 года.

Построена в 1862 году. Построена силами жителей и священнослужителей. В 2012 году, в канун празднования 150-летия, церковь обокрали.
7 марта 2022 года, во время российского вторжения на Украину, церковь была разрушена попав под обстрел российской стороны. По свидетельству секретаря Овручской епархии диакона Сергия Стретовича, уцелела только колокольня.

## Галерея

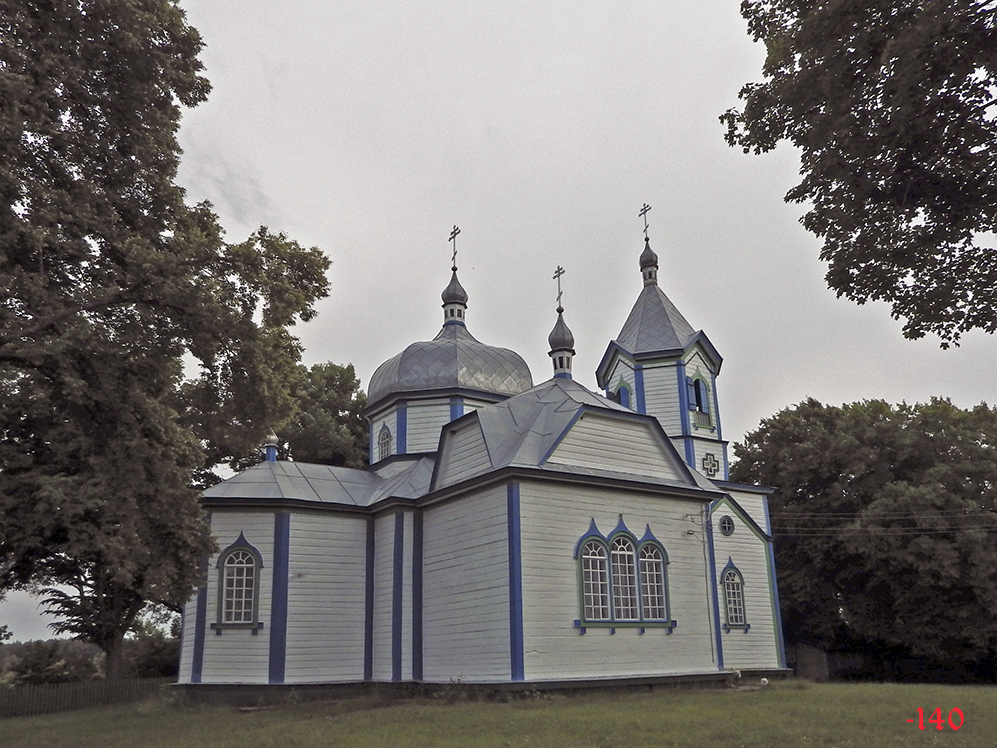
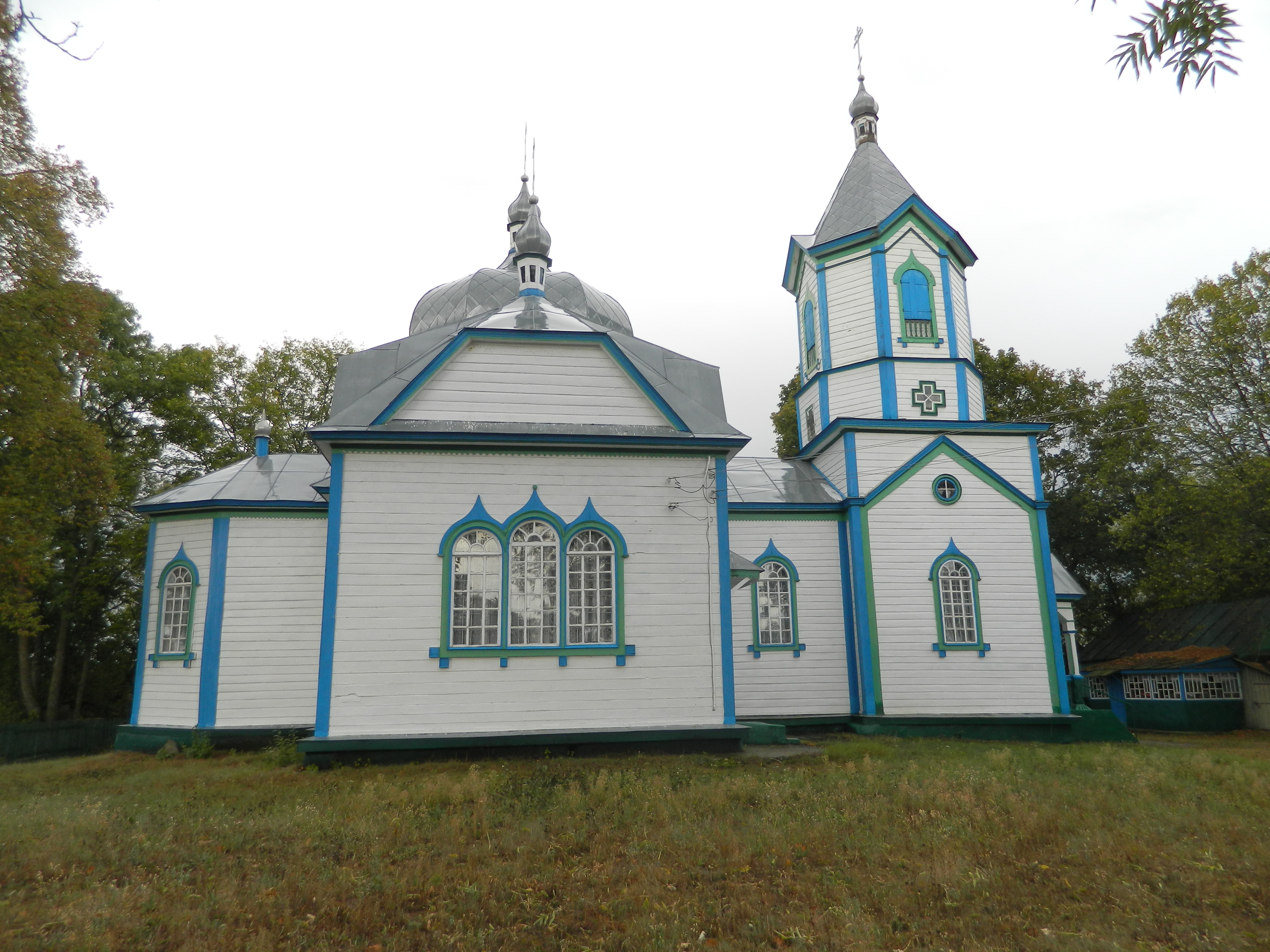
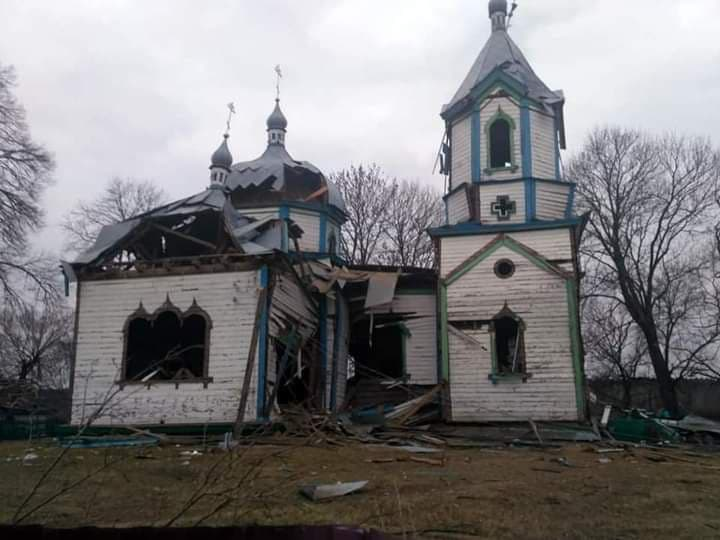
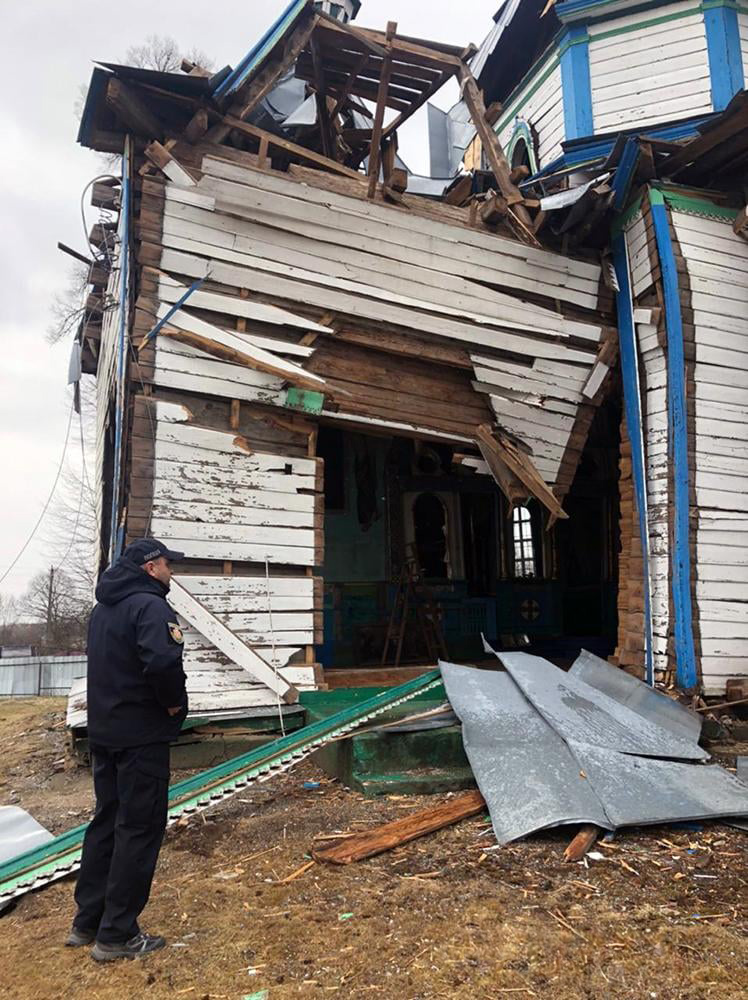